# St. Anthony (Idaho)
St. Anthony è una città degli Stati Uniti d'America, situata nello Stato dell'Idaho, nella Contea di Fremont, della quale è anche il capoluogo.